# 아카츠카 후지오

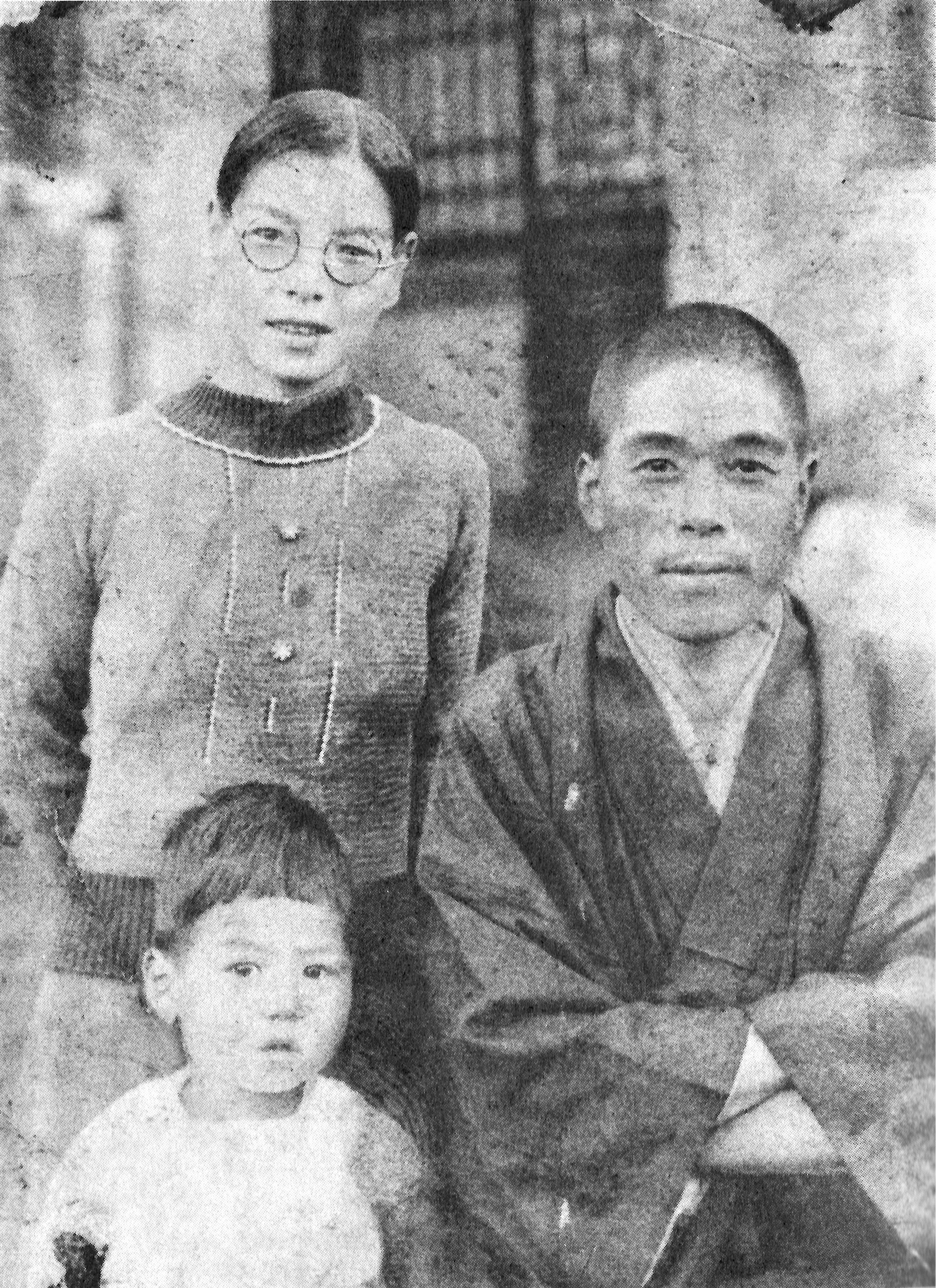
4~5세 무렵의 아카츠카 후지오

아카츠카 후지오(일본어: 赤塚 不二夫, 1935년 9월 14일 ~ 2008년 8월 2일)는 일본의 만화가로, 일본 개그 만화의 왕으로 불리는 인물이다.

## 경력
- 1935년 9월 14일에 만주국 러허성 롼핑현(현재의 허베이성 청더시 롼핑현)에서 일본군 헌병의 아들로 출생.
- 제2차 세계 대전 이후에 니가타현과 나라현에서 성장.
- 19세 시절이던 1954년에 도쿄도로 이주.
- 1964년 오소마츠 군 제10회 소학관 만화상 수상.
- 1965년 자신의 이름을 딴 후지오 프로덕션 설립.
- 1972년 천재 바카본 제18회 문예춘추 만화상 수상.
- 1997년 제26회 일본 만화가 협회상 문부대신상 수상.
- 1998년 자수포장 수상.
- 2000년 시각 장애인을 위한 점자 만화 제작.
- 2002년 4월에 축내혈종으로 인하여 입원.
- 2008년 8월 2일에 도쿄도 분쿄에 위치한 병원에서 폐렴으로 사망.
- 2009년 도쿄 국제 아니메 페어 제5회 공로상 수상.

### 기타
- 루팡 3세 루팡 VS 복제인간 - 대통령 역
- 루팡 3세 염력진작전 - 작품 기획
- 오소마츠 군 1작 - 감독
- 맨발의 겐 PART 3 (1980년) - 단역 출연

## 작품 목록
- 오소마츠 군 - 2015년부터 오소마츠 상이란 리메이크가 나와서 시리즈로 이어졌다.
- 맹렬 아타로
- 비밀의 아코짱
- 천재 바카본 - 작가의 자서전과 장례식까지 장식한 작가의 대표작.
- 렛쯔라곤
- 폭풍을 넘어서 - 데뷔작
- 나마짱
- 홈런 교실[1]
- 미츠게짱
- 아카츠카 후지오의 히게히게 이야기
- 아카츠카 후지오의 개그 게릴라
- 아카츠카 후지오의 가요 개그 극장
- 냐로메의 연구실
- 아카츠카 후지오의 개그 랜드
- 아카츠카 후지오의 개그 포토 랜드
- 아카츠카 후지오의 애니멀 랜드
- 이것으로 좋다 - 에세이 자서전, 1993년 NHK 출판에서 출간.